# Dorfkirche Möglin

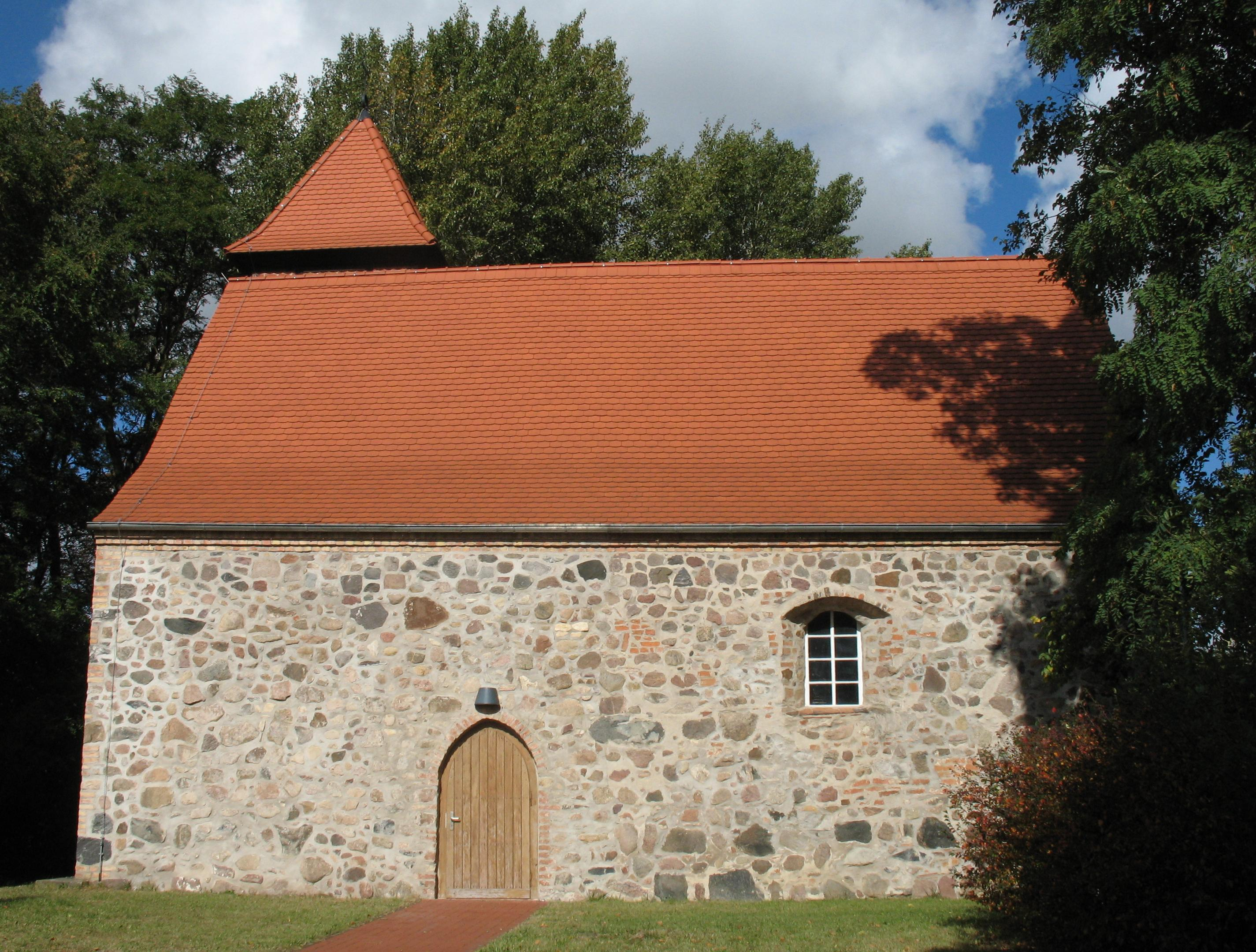
Dorfkirche Möglin

Die evangelische, denkmalgeschützte Dorfkirche Möglin steht in Möglin, einem Ortsteil der Gemeinde Reichenow-Möglin im Landkreis Märkisch-Oderland von Brandenburg. Die Kirche gehört zum Kirchenkreis Oderland-Spree der Evangelischen Kirche Berlin-Brandenburg-schlesische Oberlausitz.

## Beschreibung

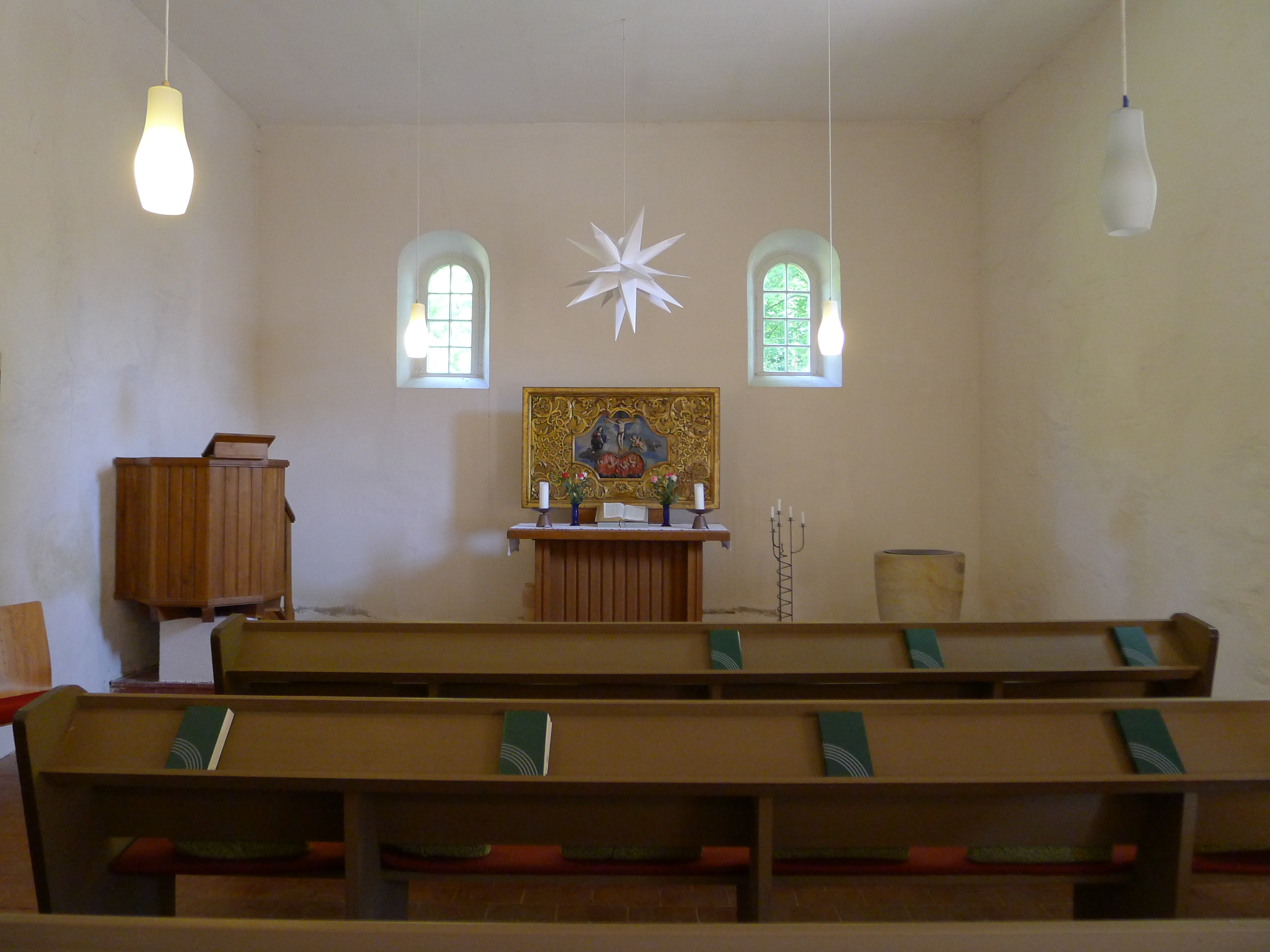
Innenansicht

Die im Kern mittelalterliche Feldsteinkirche wurde 1598 und 1818 grundlegend erneuert. Das gut 15 m lange und gut 8 m breite Gebäude ist ein Saalbau mit Satteldach. Der quadratische Kirchturm an der Nordwestecke des mit einem Satteldach bedeckten Langhauses wurde mit einem Geschoss aus Holzfachwerk aufgestockt und mit einem Pyramidendach bedeckt. Nach der Zerstörung im Zweiten Weltkrieg wurde er erst 1961/62 wieder aufgebaut.